# Mueble antiguo chino

Cama de Dinastía Ming

Muebles de Dinastía Ming

Mueble clásico chino, tiene dos explicaciones en sentido amplio y estricto, su sentido amplio se refiere a una clase de muebles del estilo clásico chino, incluye muebles arcaicos y muebles recién hechos con estilo clásico, muebles populares y muebles reales, muebles de madera blandos y muebles de madera duro, etc. Aunque el mueble no tiene tanta edad, si tiene un estilo clásico, puede ser referidos como mueble clásico. Su sentido estricto se refiere a los muebles antiguos con estilos de las dinastías antiguas.

## Historia del mueble de diferentes dinastías

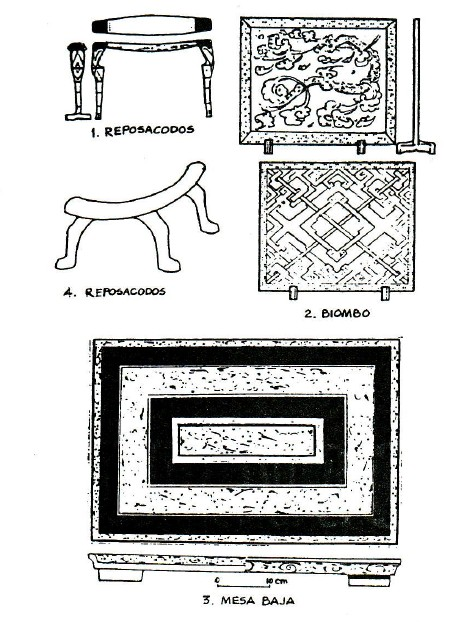
1. reposacodos 2. biombo 3.mesabaja 4.reposacodos

En los tiempos antiguos de sus primeras Dinastías Xia, Shang, Zhou...hasta Han, durante unos veinte siglos la gente se sentaba sobre el suelo con las piernas cruzadas o de rodillas; por consiguiente no podía haber mobiliario para sentarse ni mesas altas para depositar las vasijas, los recipientes para las bebidas y los alimentos, solo extistía alguna especie de mesa baja y algún reposacodos. Por ejemplo, en el Museo Metropolitano de Nueva York se exhibe una mesa baja de Dinastía Shang, sobre la que se deposita una fila de vasijas de bronces de la misma época, lo que puede reflejar una imagen cpoco más o menos de aspecto de una mesa arreglada para un banquete de entonces, ya que en aquella épocoa tampoco existían mesas grandes, aunque fuera bajas. Según los historiadores, parece que los Shang en vez de mesas, usualmente utilizaban esteras de piedra.
En la Dinastía Jin Occidental(265-316 d. C.), la costumbre ritual de sentarse arrodillado sobre los talones empezó a desaparecer pualatinamente. la gente alternaba el sentarse sobre el suelo o la cama. Muchas veces en ambos casos se apoyaban los codos sobre un mueble bajo, estrecho y curvo, sostenido por tres patas.
En la historia de China la Dinastía Tang fue una gran época, en la que se desarrollaron todas las artes y la economía. Por los contactos con Occidente, el comercio tuvo un gran auge, la seda y el papel se introdujeron a través de la india y Asia Menor, hasta Europa, no era un fenómeno extraño que no solo apareciesen las sillas y taburetes en la vida cotidiana de entonces, sino que las altas mesas también fuesen utilizadas cada vez más frecuentemente. Durante este largo periodo de transición en la manera de sentarse, el mobiliario tuvo consecuentemente una gran evolución.
El reemplazamiento total de sentarse en el suelo por el de hacerlo sobre un mueble de cierta altura, no se debió haber efectuado hasta los Song Meridional del siglo XII, durante un siglo y medio, la costumbre de sentarse sobre sillas no solo se extendió a la clase pudiente, sino también, a los comerciantes y la plebe. Por consiguiente, las mesas de diferente tipo también tuvieron un masivo uso y la industria mobiliaria adquirió una enorme innovación de diseño y producción.
El verdadero Periodo de Oro de los muebles fue en la dinastía Ming(1368-1644 d. C.), durante la cual se implantó el uso de ´´madera dura´´ para fabricar los muebles finos, sustituyendo así los realizados con madera corriente y lacada. Además los ebanistas de Ming ingeniaron muchos tipos de ensamblaje que hasta la fecha no ha sido posible superar. Por ejemplo la porcelana de los Ming gozaba de fama universal, pero los muebles de los Ming, no solo por su escasez, sino por su diseño y calidad, son todavía las piezas más codiciadas por los coleccionistas.
Más tarde, en los siglos  XVIII y XIX, aparte de los muebles que siguieron la línea clásica de Ming, muchos sufrieron un cambio en su diseño, reemplazando el barroquismo, la sobriedad de antes, aumentando innecesariamente las recargadas tallas e incrustaciones que hicieron perder la pureza de la línea y por consiguiente la sutileza del conjunto. Así se fabricaron en China meridional gran cantidad de Muebles exclusivamente destinados a la exportación, principalmente a Europa, levantando la fiebre de chinoisserie. Aquellos muebles abarrotados de minuciosas tallas o lacados con recargada ornamentación, proporcionaron a los occidentales un concepto erróneo sobre el estilo del mobiliario chino.

## Madera empleada
La madera que se utiliza para la construcción de los muebles chinos se diferencia en dos grupos: ´´madera dura´´ para ebanistería fina y ´´madera corriente´´(por no llamarla ´´blanda´´, ya que entre estas maderas las hay excelentes para la ebanistería destinada a los muebles más populares y lacados.
Entre las ´´Maderas duras´´, aquí solo limitaremos a mencionar las consideradas más importantes por los chinos:

### Madera de Hua-Li
´´Hua-li´´(en chino: 花梨), es una madera de color rojizo tirando a marrón de bonitas y finas vetas, cuyo nombre botánico es Dalbergia hainanensis, por ser originaria de la isla meridional Hai-nan. esta madera es altamente apreciada por los chinos, distinguiéndose tres clases: Lao-Hua-li(en chino: 老花梨), la vieja Hua-li, que tiene el color rojo más intenso. Xin-Hua-Li(en chino: 新花梨), la nueva Hua-li, que tiene el color poco más pálido, y la Huang-Hua-Li(en chino: 黄花梨), la Hua-Li amarilla, que tiene el aspecto de las mejores maderas un envejecidas y que adquiere un tono amarillento.

### Madera de Zi-tan
Zi-tan(en chino: 紫檀木), es ciertamente la más preferida por los chinos, tiene más pureza que otras maderas, carece casi de vetas por su alta densidad y es pesada como la piedra. Su color negro púrpura a veces es tan oscuro como el ébano, por lo que se llama también u-mu(en chino: 乌木), que significa madera negra. Su nombre chino es sándalo púrpura. Pertenece a la familia pterocarpus, existen más de diez variedades, todas crecen en zona tropicales o semi-tropicales, dos de las cuales en China: ´´pterocarpus santalinus´´ y ´´pterocarpus indicus´´.
Esta madera como es tan bella de aspecto y de excelente calidad, la adoptó el Gran Kblai-Khan, cuando subió al trono imperial de China para la construcción de algunos pabellones de su palacio.

### Madera de Ji-chi
Ji-chi(en chino: 鸡翅), su nombre popular es ´´pluma de gallo´´, pertenece a la familia ´´ormosia´´, siendo una de sus más de cuarenta variedades la ´´cassia siamea´´. La mayoría de estas maderas se produce en el Sur de China.
Los muebles hechos de Ji-chi Mu, bien pulimentados, bajo los rayos del sol adquiere un bello color púrpura intercalado de vetas marrones. Sedenomina también madera de alas de gallo porque se asemeja a las pluma de las alas de gallo.

### Madera de Tie-Li
Tie-Li(en chino: 铁力), su nombre es fuerte como el hierro y el botánico es ´´mensua ferra´´. Originaria de la India oriental, crece también en la provincia china de Cantón. Tiene un gran porte recto y muy alto y su madera es la adecuada para la fabricación de los muebles grandes. Su precio es mucho menor que el de las anteriores y una vez terminado el mueble es muy apreciado pro su duración, calidad y precio.

### Madera de Ju-Mu
Ju-Mu(en chino: 榉木), que crece en las zonas de las orilla del Río Azul. Pertenece a la familia Zelkova, y es el haya chino de hoja más grante que el europeo. La madera de árbol viejo adquiere un color rojo oscuro adquiriendo unas vetas muy grandes y bellas, es denominado Xie-ju. Aunque no está clasificada dentro del grupo de la ´´madera dura´´, tiene mucha aceptación en el mercado.

### Madera de Nan-Mu
Nan-Mu(en chino: 楠木), su nombre botánico es ´´machilus nan-mu´´. Probablemente es una variedad de cedro. Se utiliza especialmente para los muebles populares; su color es amarillo amarronado. Los muebles hechos de esta madera son muy aceptados por los chinos por su larga duración y buen precio.

### Madera de You-Mu
You-mu(en chino: 柚木), es una madera exclusivamente para los muebles hindúes. Se trata de una madera procedente de sureste asiático, su nombre botánico es ´´tectora grandis´´ perteneciente a la familia de las verbenáceas. Su madera es dura de color amarillo-ocre. Esta madera nunca ha sido considerada apropiada para los muebles tradicionales chinos, no obstante últimamente, los chinos de Taiwán están fabricando con esta madera gran cantidad de muebles pseudo-tradicionales chinos para exportación.

### Madera de Yu-Mu
Yu-Mu(en chino: 榆木), se identifica perfectamente con el olmo occidental y se subdivide en tres variedades: el propio Yu-Mu-olmo, Lao-yu-mu-viejo olmo y Nan Yu-mu -olmo del sur. Es la típica madera destinada a los muebles populares, tanto para ser barnizados o lacados.

### Madera de Zhang-Mu
Zhang-Mu(en chino: 樟木), es la madera del alcanforero. Por tener la propiedad anti-polillas se emplea para construir expresamente los arcones destinados a guardar las prendas de piel y toda clase de ropas.

### Madera de Bai-Mu
Bai-MU(en chino: 柏木), en este término se incluyen las maderas del ciprés, cedro y cierta especie de pino, aunque sin ser una madera dura, son tan apreciadas como si fuesen maderas de clase. Además estas maderas poseen cierto aroma, por lo que las denominan también Xiangsha-Mu(en chino: 稥沙木), madera fragante. Normalmente en los cofres y sobre todo en los armarios siempre se emplean estas maderas.

### Madera de Ying-Mu
Finalmente hay una clase de madera llamada Ying-Mu(en chino: 瘿木), madera nudosa que no pertenece a ninguna especie de árbol sino que se extrae de las raíces de los grandes árboles. La superficie del corte transversal posee unos dibujos circulares muy hermosos. Esta madera sirve para las tapas de mesas y sillas o chapear el frente de los muebles. Dicen que la Ying-Mu sacada de los árboles Nan-Mu presenta un conjunto de círculos amontonados que se asemeja a un racimo de uvas, mucho más hermoso y atrayente que otros dibujos.

## Tipología del mobiliario
El mobiliario de los Tang o pre-Tang era muy sencillo, solo consistía en algún diván para sentarse y acostarse encima, alguna mesa baja para depositar los recipientes de manjares, vasijas de vino y algún arcón para guardar las pertenencias. Si uno se fija en el aspecto interior de una habitación tradicional japonesa, se puede tener una idea del mobiliario del que disponía la gente de entonces, ya que los japoneses desde que adoptaron el sistema cultural y de vida de los Tang,, han seguido conservándolo hasta hoy.
La tipología del mobiliario del que vamos a hablar pertenece a la época de los post-Tang. La gente ya se sentaba sobre sillas o bancos altos y empleaban mesas de acuerdo con la altura de los asientos, en vez de hacer toda la vida sobre la esterilla y en el suelo. Siguiendo esta gran evolución, se diseñaron otros muebles independientes y de complemento.

### Bancos y sillería

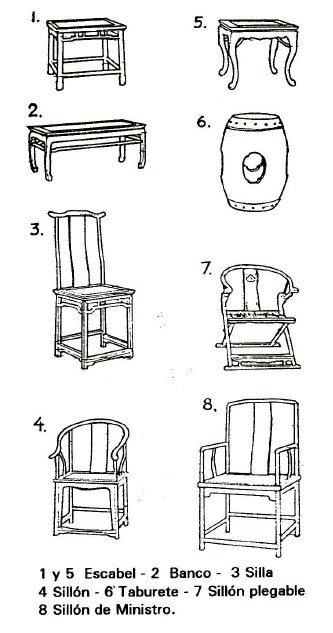
1 y 5 Escabel 2. Banco 3. Silla 4. Sillón 6. Taburete 7. Sillón plegable 8. Sillón de Ministro

En este grupo se incluyen todos los muebles para sentarse:
´´Wu-deng´´(en chino: 杌櫈), es una banqueta o escabel, su forma puede ser cuadrada o rectangular y varía también su altura. Su uso se destina a una sola persona.
´´Jiao-wu´´(en chino: 交杌)， es una banqueta plegable de tijera, siendo importada desde el extranjero en la época de los Han, por eso se llama también Hu-chuang(en chino: 胡床)， cama extranjera. Su forma y mecanismo no han evolucionado mucho. Su asiento puede ser flexible de cuero, tela o rejilla de mimbre; en el caso rígido, tiene que ser de tabla partida y normalmente plegada hacia arriba.
´´zuo-dun´´(en chino: 坐墩)， taburete, generalmente redondo en forma de tambor. Puede ser de diferentes materiales. En los tiempos muy antiguos era minbre, después se hacía de madera. los destinados al jardín, tanto al aire libre como bajo cubierta, suelen ser de porcelana o piedra.
´´Chang-deng´´(en chino: 长凳)， banco sin respaldo que normalmente se fabrica solo para dos personas. Sin embargo, en los pueblos existen banco rústicos para varias personas y cuyo asiento consiste en una sola tabla muy estrecha y larga.
´´Yi-zi´´(en chino: 椅子)， Existen cuatro tipos: con respaldo sin brazos, con respaldo y brazos rectos, con respaldo y los brazos en una pieza de forma de aro abierto, y la plegable. 

### Mesas y pedestales

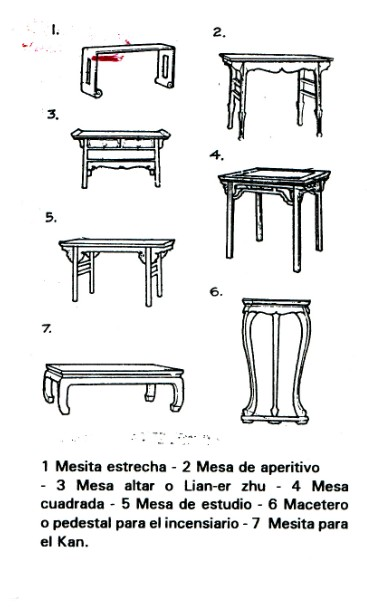
1. Mesita estrecha 2. Mesa de aperitivo 3. Mesa altar 4. Mesa cuadrada 5. Mesa de estudio 6 Macetero 7. Mesita para el Kang

´´Fang-zhuo´´(en chino: 方桌)， mesas cuadradas. Estos muebles son empleados en el salón y para labores más privadas si se colocan dentro de la alcoba delante de la ventana o contra una pared lateral junto a la cama. La mesa cuadrada de medida grande, destinada a los usos tantiriormente mencionados se denomina ´´Ba-xian-zhuo´´, mesa de ocho inmortales. Normalmente se coloca contra la pared de frente de Ming-jian y debajo del Tiao-tai(en chino: 条台) o Tiao-an(en chino: 条案)， es una especie de altar sobre el que se colocan vasijas rituales y objetos de adorno. Tiene suficiente altura para que la Ba-xian-zhuo se pueda semi-introducir debajo de ella. Cuando haya banquete, se saca la mesa cuadrada para acomodar por lo menos ocho comensales. Los mesas cuadradas más reducidas, en las que se pueden acomodar seis o cuadro personas, se llaman Liuxian-zhuo o Sixian-zhuo respectivamente.
´´Tiao-tai´´(en chino: 条台) o ´´Tiao-an´´(en chino: 条案)， son mesas largas y estrechas. Se diferencia por su tamaño y forma de patas. la Tiao-ji es la más pequeña y baja, muchas veces en lugar de patas, se colocan dos paneles laterales para sostener la taba. la Tiao-an es la más larga y alta y para evitar que se curve la tapa, y afecte a la estética, suelen distribuirse y situarse dos pares de patas a poca distancia del interior de los extremos de la tapa.
´´Shu-an´´(en chino: 书案)，´´Hua-zhuo´´(en chino: 画桌) y ´´Qin-zhuo´´(en chino: 琴桌)， son mesas alargadas que se encuentra en el estudio. Las dos primeras son parecidas, destinadas a estudiar y pintar, mientras la tercera de dimensión mucho más reducida está diseñada expresamente para tocar el ´´Qin´´, instrumento musical chino de cítara que se toca horizontalmente. 
´´Xie-zi-tai´´(en chino: 写字台)， escritorio. El diseño de esta clase de escritorio fue importado deste occidente probablemente a la mitad de siglo XVIII. En China, este mueble suele estar compuesto de tres partes desmontables. La tapa puede ser simplemente un tablero o un cuerpo de cajones. que se coloca sobre dos cuerpos laterales también con cajones yuxtapuestos verticales.

### Divanes y camas

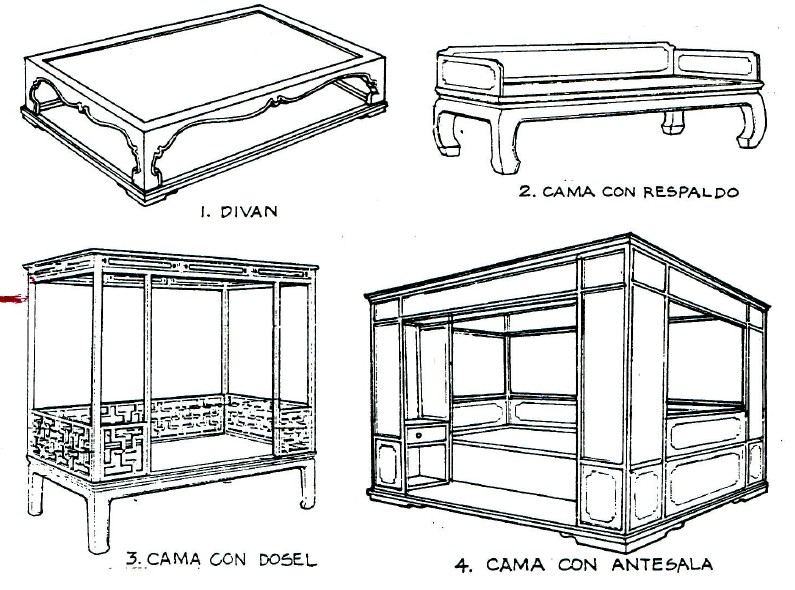
1. DIVAN 2. CAMA CON RESPALDO 3. CAMA CON DOSEL 4. CAMA CON ANTESALA

Antes de hablar de las camas, conviene referirse a una de ellas llamada ´´Kang´´(en chino: 炕)，, que existe en la fría zona norteña de China. El Kang es una especie de plataforma cerrada con ladrillos, dentro esta hueco para calentarlo en invierno utilizando el mismo sistema de calefacción de las glorias existentes en alguno pueblos de España.
En China, el mobiliario para recostarse y dormir generalmente consiste en ´´cuatro formas´´:
´´Ta´´(en chino: 榻)， diván, que es una plataforma con patas, sin cabecera ni la parte alta en los pies. La superficie horizontal donde se acomoda puede ser de tablas o trenzado de mimbre.
´´Luohan-chuang´´(en chino: 罗汉床)， cama de Arhat. Cama rodeada por sus tres lados de tablero como respaldo y brazos. Estos también pueden ser de tracería como una barandilla con un lado de frente abierto para el acceso.
´´Jiazi-chuang´´(en chino: 架子床)，cama con dosel para colgar cortinas o mosquiteros. Generalmente estas camas están dotadas de barandilla de trazería en sus tres lados.
´´Fang-chuang´´(en chino: 房床)， es una especie de conjunto de jiazi-chuang con antesala cubierta; en los extremos de esta van acoplada las mesillas.
Todas estas camas y divanes suelen ser bastante altas para acceder a ellas con facilidad, se sirven de una banqueta baja como peldaño.

### Estantería y armarios

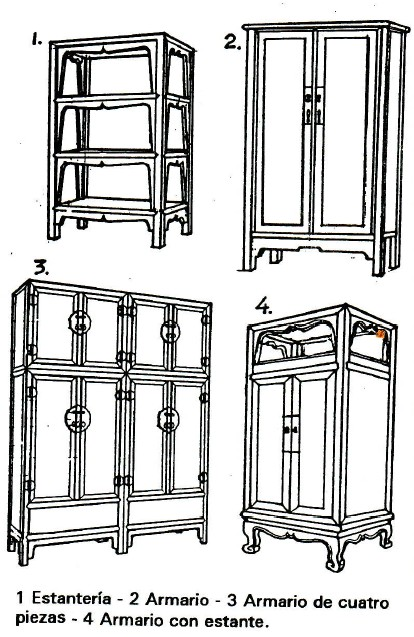
1. Estantería 2. Armario 3. Armario de cuatro piezas 4. Armario con estante

En realidad las estanterías y armarios son del mismo diseño y construcción, la diferencia de ambos muebles se basa en que el armario está cerrado por completo, solo el frente en vez de tablero, son puertas que se pueden abrir. En caso de la estantería se deja el frente abierto, los restantes costados puede estar cerrados con tableros o tracerías o completamente abiertos. La estantería siempre está dotada de baldas y el armario puede o no tener balda en su interior. luego existe un tercer mueble que es la combinación de los dos anteriores, normalmente la estantería suele estar en la parte superior, sin embargo también se da el caso de que se deje en la parte inferior del armario un espacio abierto para escribir o colocar objetos.

### Cofres y arcones
´´Xiang´´(en chino: 箱) es el nombre genérico de los cofres, baúles, arcas y arcones. Los cofres o baúles para guardar o transportar ropa se llaman Yi-xiang(en chino: 衣箱)， para los enseres Gongju-xiang(en chino: 工具箱)， y para los medicamentos Yaoxiang(en chino: 药箱)， que dispone de una serie de cajoncitos con el nombre del contenido.
´´Piyi-xiang´´(en chino: 皮衣箱)， arcón de las pieles. Este mueble normalmente está hecho de madera de alcanforero por su propiedad anti-polilla. Con esta madera se hacen frecuentemente también los baúles para guardar la ropa.
´´Shuzhuang-he´´(en chino: 梳妆盒), son unas cajas de tamaño reducido que disponen de cajoncitos y un espejo, sirviendo de tocador portátil.

### Otros muebles

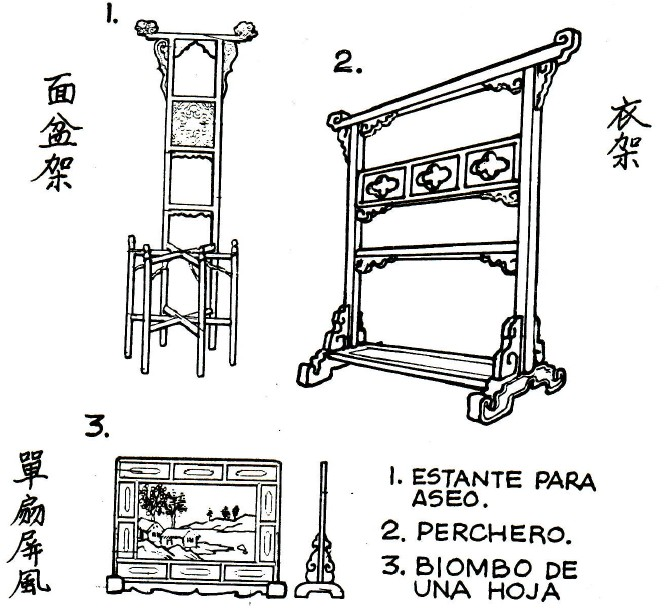
1. Estante para aseo 2. Perchero 3. Biombo de una hoja

Fuera de los grupos citado anteriormente, hay otros muebles como:
´´Mian-Pen-Jia´´(en chino: 面盆架), estante para palangana que está hecho de forma hexagonal con un respaldo alto sobre el que está instalado un espejo. A la altura de la cintura tiene previsto un espacio para colocar una palangana y con algún pala saliente para colgar la toalla. Es un mueble para el aseo diario.
´´Yi-jia´´(en chino: 衣架), perchero. la forma tradicional de este mueble no tiene la forma típica de un perchero occidental como una asta con varias ramas, sino que es una armadura de un biombo de una sola hoja sin panel. las ropas se dejan caer sobre sus palos horizontales a distinto nivel.
´´Ping-feng´´(en chino: 屏风), biombo. Puede ser de una o varias hoja unidas por bisagra. Dado que en la casa tradicional china aunque está cerrada siempre entra el aire por las rendijas de los ventanales, este elemento Ping-feng que significa protección del aire es utilizado profusamente tanto en las viviendas particulares como en los lugares oficiales.